# راجنار جانسون
راجنار جانسون (بالفنلندية: Ragnar Jansson)‏ هو ركوب الأمواج ‏ فنلندي، ولد في 1 أكتوبر 1908 في هلسنكي في فنلندا، وتوفي بنفس المكان في 9 سبتمبر 1977.

## وصلات خارجية
- راجنار جانسون على موقع أوليمبيديا (الإنجليزية)